# Stern Pinball
Pour les articles homonymes, voir Stern.
Pour le fabricant de jeu vidéo fondé en 1977, voir Stern Electronics.

Premier logo de Stern Pinball très largement inspiré du logo de Stern Electronics.

Stern Pinball, Inc. est une entreprise créée en 1986 à la suite du rachat de Sega Pinball (en) en 1999[pas clair], qui produit et commercialise des flippers,,.

## Description
Gary Stern fonde Data East Pinball en 1986, après la mort de son père Sam, qui est acheté par Sega en 1994 et qui la renomme Sega Pinball (en). En 1999, Gary Stern rachète les actifs de Sega Pinball et renomme l'entreprise Stern Pinball.

Logo de Stern Pinball depuis 2010 (et son flipper à l’effigie d’Avatar).

## Liste de flippers
- AC/DC Pro
- AC/DC Premium
- Transformers PIN
- Pinball Redemption Kit
- Avengers Pro
- Avengers Premium
- Metallica
- Metallica Premium
- Star Trek
- Star Trek Premium
- Star Trek Limited Edition
- AC/DC LUCI
- AC/DC LUCI
- Mustang Pro
- Mustang Premium
- Mustang Limited Edition
- Iron Man
- Big Buck Hunter Pro
- Shrek
- Spider-Man
- Batman
- NBA
- World Poker Tour
- The Lord of the Rings
- CSI
- 24
- Family Guy
- Wheel of Fortune
- HARLEY-DAVIDSON
- Sharkey's Shootout
- Austin Powers
- ELVIS
- THE SOPRANOS
- GRAND PRIX
- NASCAR
- Disney's Pirates of the Caribbean
- The Simpsons Pinball Party
- Indiana Jones
- Black Spider-Man
- Harley-Davidson/Third Edition
- Ripley's Believe It or Not!
- Terminator 3: Rise of the Machines
- ROLLERCOASTER TYCOON
- PLAYBOY
- MONOPOLY
- High Roller Casino
- NFL
- Striker Xtreme
- Avatar
- Iron Man Classic
- The Rolling Stones
- Tron
- Transformers Pro
- Transformers Limited Edition
- X-MEN Pro
- X-MEN Limited Edition
- Avengers Limited Edition
- Metallica Master of Puppets Limited Edition
- KISS Limited Edition
- Iron Maiden - Legacy Of The Beast (2018)
- Deadpool (2018)
- The Beatles (2018)
- The Munsters (2019)
- Black Knight : Sword of Rage (2019)
- Jurassic Park (2019)
- Star Wars Pin (2019)
- Elvira's House of Horrors (2019)
- Stranger things (2019)
- Tortues Ninja (TMNT) (2020)